# コルマーノ
コルマーノ（伊: Cormano）は、イタリア共和国ロンバルディア州ミラノ県にある、人口約20,000人の基礎自治体（コムーネ）。

## 地理

### 位置・広がり

#### 隣接コムーネ
隣接するコムーネは以下の通り。
- ボッラーテ
- ブレッソ
- クザーノ・ミラニーノ
- ミラノ
- ノヴァーテ・ミラネーゼ
- パデルノ・ドゥニャーノ

### 地震分類
イタリアの地震リスク階級 (it) では、4 に分類される
。

## 行政

### 分離集落
コルマーノには、以下の分離集落（フラツィオーネ）がある。
- Brusuglio, Fornasè, Molinazzo, Ospitaletto